# Yagur
Yagur è un kibbutz situato nel Distretto di Haifa, nel nord di Israele. Si trova a nord-est del Monte Carmelo e a circa 9 km a sud-est della città di Haifa. Nel 2022 la popolazione era di 1 622 persone, rendendolo uno dei kibbutz più grandi del paese.

## Nome
Il nome Yagur deriva da un villaggio arabo, chiamato "Yajur", situato vicino al kibbutz. Il nome è stato preso dai membri fondatori di un vicino villaggio arabo chiamato "Yajur".

## Storia
Il kibbutz è stato fondato è stata fondata nel 1922 da un gruppo di immigrati in Israele, chiamato Ahva (Fratellanza).
I primi abitanti del kibbutz ottennero l'acqua dalle paludi del fiume Kishon e prepararono la zona perché anche i loro figli potessero viverci. Il kibbutz cominciò a crescere quando gli abitanti si divisero le mansioni agricole necessarie al sostentamento della popolazione. L'11 aprile 1931 tre abitanti del kibbutz furono assassinati da alcuni componenti dell'organizzazione terroristica Mano Nera. Durante il Mandato britannico della Palestina, il kibbutz divenne una delle principali sedi dell'Haganah. Durante l'Operazione Agatha del 29 giugno 1946, l'esercito britannico condusse un importante raid nel kibbutz e localizzò un importante deposito di armi. Furono confiscati più di 300 fucili, circa 100 mortai, più di 400 000 proiettili, circa 5 000 granate e 78 rivoltelle. Dopo questa invasione del kibbutz, molti dei suoi abitanti furono arrestati e condotti in prigioni.

## Galleria d'immagini

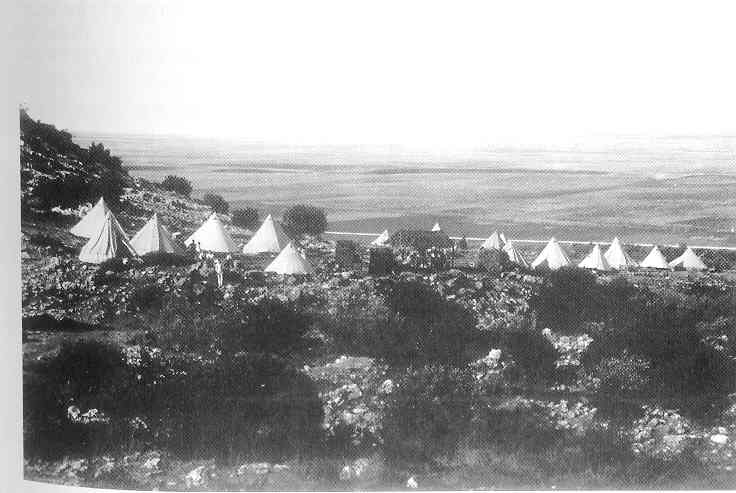
Yagur nel 1921 1921
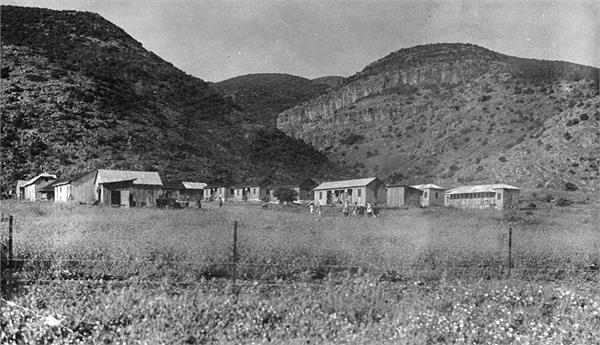
Yagur nel 1926
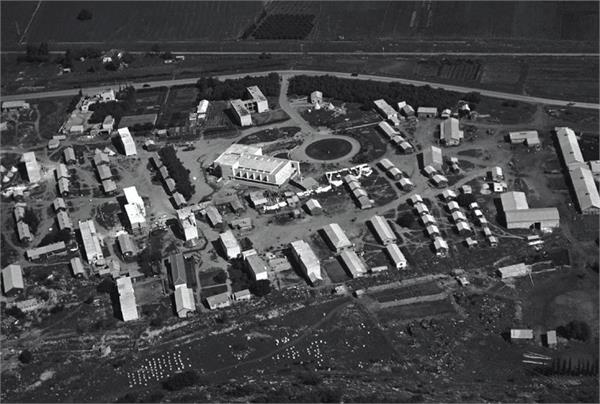
Yagur nel 1939
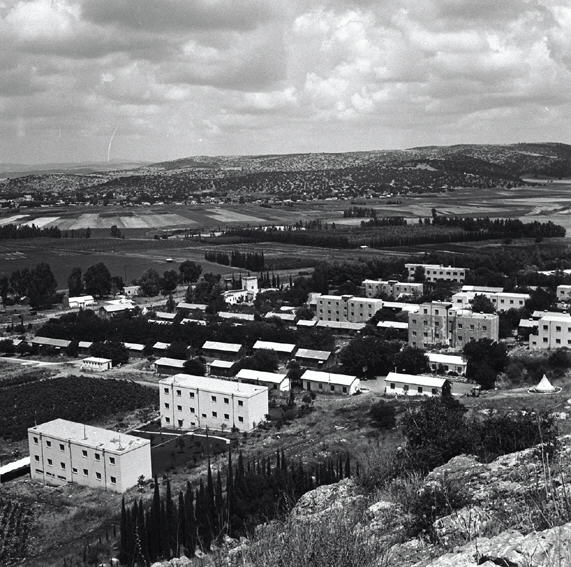
Yagur nel 1945
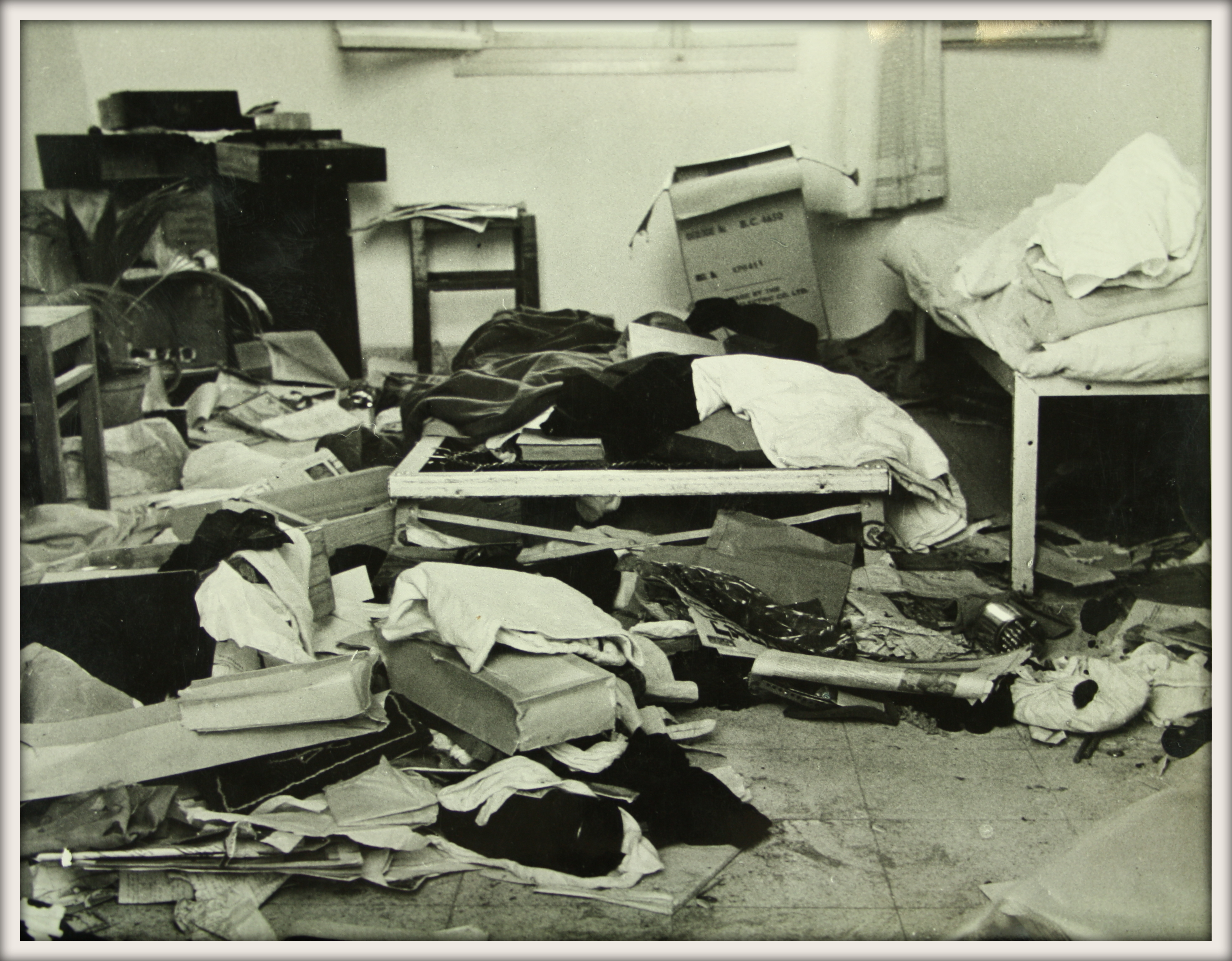
Una stanza devastata dopo l'Operazione Agatha.
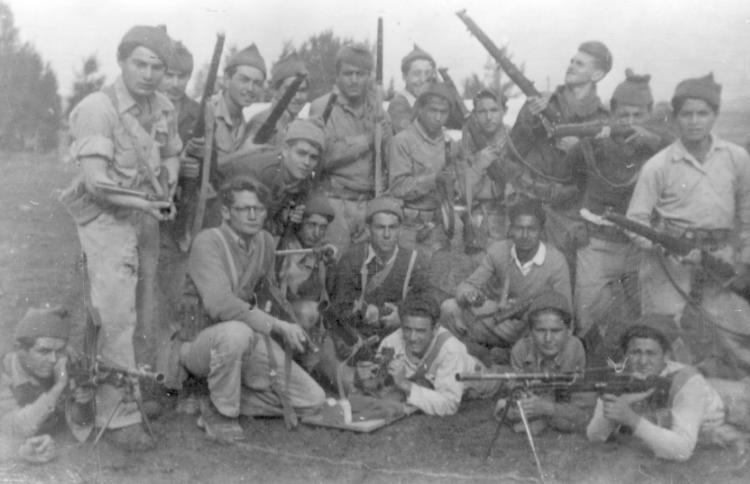
Soldati nel kibbutz Yagur nel 1948